# (8989) 1979 XJ
(8989) 1979 XJ (1979 XJ, 1992 WG1) — астероїд головного поясу, відкритий 15 грудня 1979 року.
Тіссеранів параметр щодо Юпітера — 3.627.